# Peale-delfin
A Peale-delfin (Lagenorhynchus australis) az emlősök (Mammalia) osztályának párosujjú patások (Artiodactyla) rendjébe, ezen belül a delfinfélék (Delphinidae) családjába tartozó faj.

## Előfordulása
Ismert elterjedése területe az argentínai San Matias-öböltől Dél-Amerika déli csücskét megkerülve a Chilei Valparaisó-ig húzódik (bár leggyakoribb a chilei Puerto Montt-tól délre), mindkét ország partjai mentén északabra is előfordulhat. Viszonylag gyakoriak a Falkaland-szigetek és a Tűzföld körül, a Magellán-szorosban a legtöbbször látható cetfaj és a Beagle-csatornában ia szinte mindennapos. Elterjedése összefüggő lehet a Falkland-szigetek és az argenti partok között. Lehet, hogy látták a Palmerston-atollban a déli Csendes-óceánban, de ez bizonytalan adat. Gyakran látható a partok közelében, fjordokban, öblökben (főként algás helyeken), de a kontinentális peremek fölött is. A megfigyelt állatok száma nagy mértékben csökkent a legdélibb területeken, ahol a rákhalászok vadászterületei vannak.

## Megjelenése
Ritkán látható és kissé ismert faj. Azonosítás nem nehéz, de összetéveszthető a fakó delfinnel, bár attól eltérően, arca és álla, valamint hátúszója sötét, hónalja fehér, és testének oldalán csak egyetlen szürkésfehér csík fut végig. Keverhető a szalagos delfinnel is. Ismeretlen számú Peale-delfin fullad meg a halászhálókban, de szigonnyal vadásszák is, húsát a rákcsapdákban használják csalinak.
Felnőtt tömege: kb. 115 kg.
Születési tömeg: Ismeretlen.
Felnőtt mérete: kb. 2-2,2 m.
Születési nagyság: Ismeretlen.

## Életmódja
Úsznak a nagy csónakok orrvizében és a kisebbek mellett. Néha lassan úsznak, de képesek erőteljes, akrobatikus úszásra is, ilyenkor magasra ugranak, és nagy csobbanással a hátukra vagy az oldalukra esnek. Haladhatnak hosszú, alacsony szökellésekkel is. Megfigyelték más Risso-delfinekkel közös csapatban játszadozni a hullámokon.
Tápláléka és táplálkozási területei ismeretlenek, bár egy Falkland-szigeteknél fogott példány gyomrában nyolckarú polipmaradványok voltak, valószínű, hogy halakat és kalmárokat eszik.
Átlagos csoport méret 1-30 példányból áll, ritkább esetben, időszakosan egyesül több csoport és ekkor több egyed is látható együtt.